# St. Johannes Enthauptung (Lohmar)

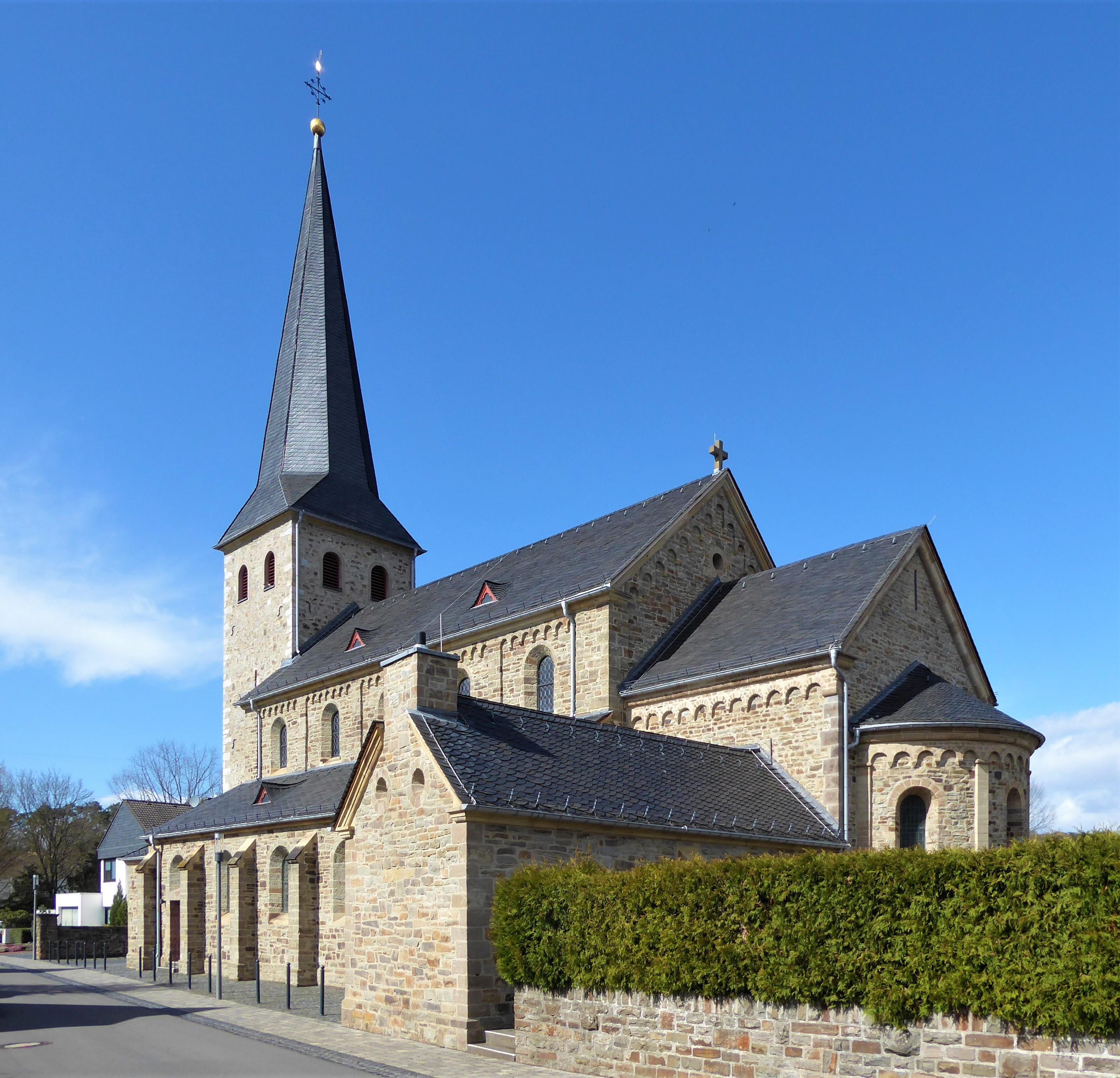
Katholische Pfarrkirche „Sankt Johannes Enthauptung“

Die römisch-katholische Pfarrkirche St. Johannes Enthauptung ist ein unter Denkmalschutz stehendes Kirchengebäude in Lohmar im Rhein-Sieg-Kreis.

## Geschichte
Erstmals wird die Kirche in Lohmar in einer am 31. März 1131 ausgestellten Urkunde genannt. Darin bestätigte Papst Innozenz II.  dem Propst des Bonner Cassius-Stiftes, Gerhard von Are, den Besitz von Kirche, Fronhof und Zehnt im Kirchspiel Lohmar.
Seit dieser Zeit übte das Cassius-Stift das Patronatsrecht in Lohmar aus. Als Inhaber des großen Zehnts war es verantwortlich für Kirchenschiff und Chor.

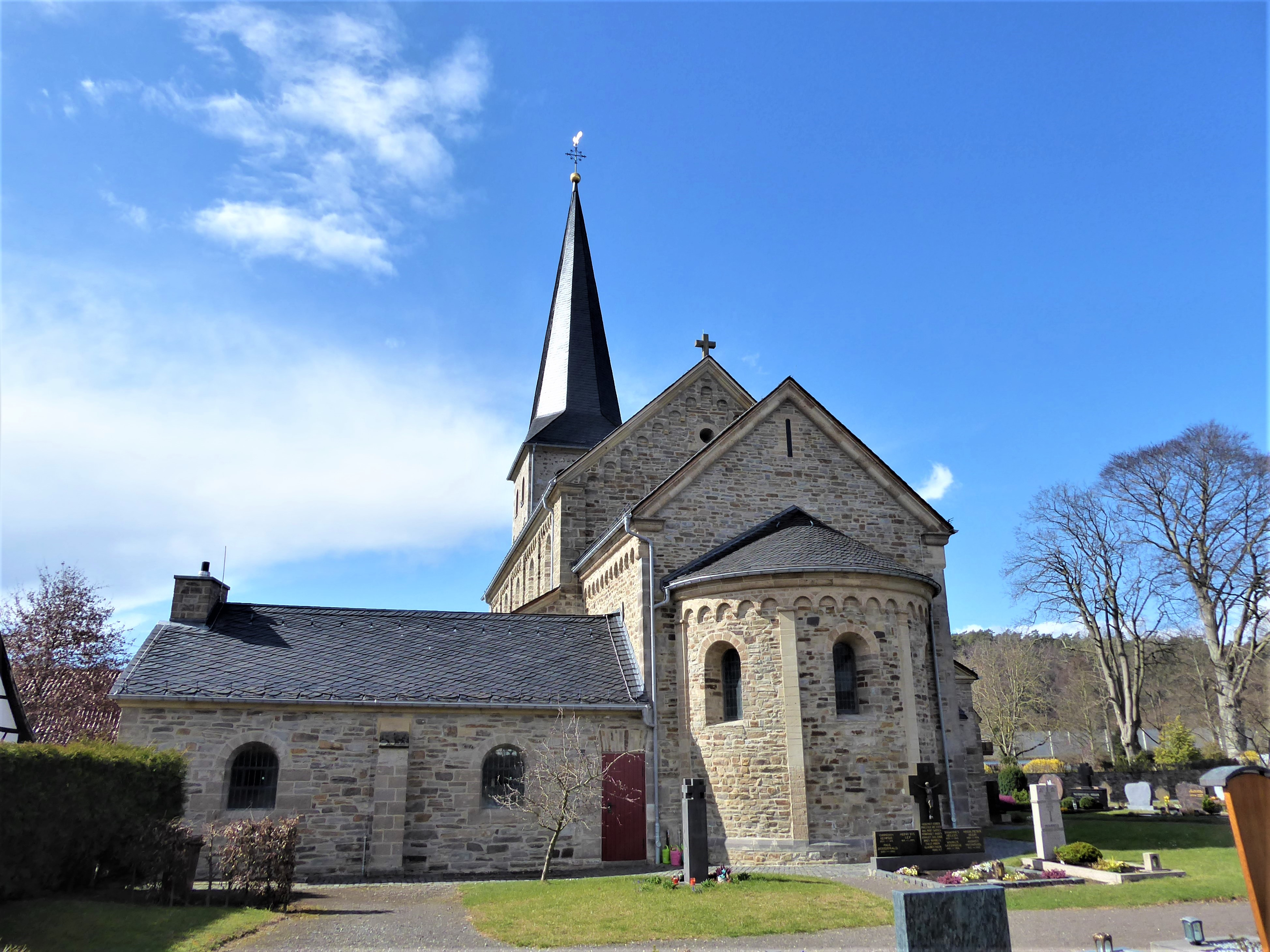
Katholische Pfarrkirche „Sankt Johannes Enthauptung“

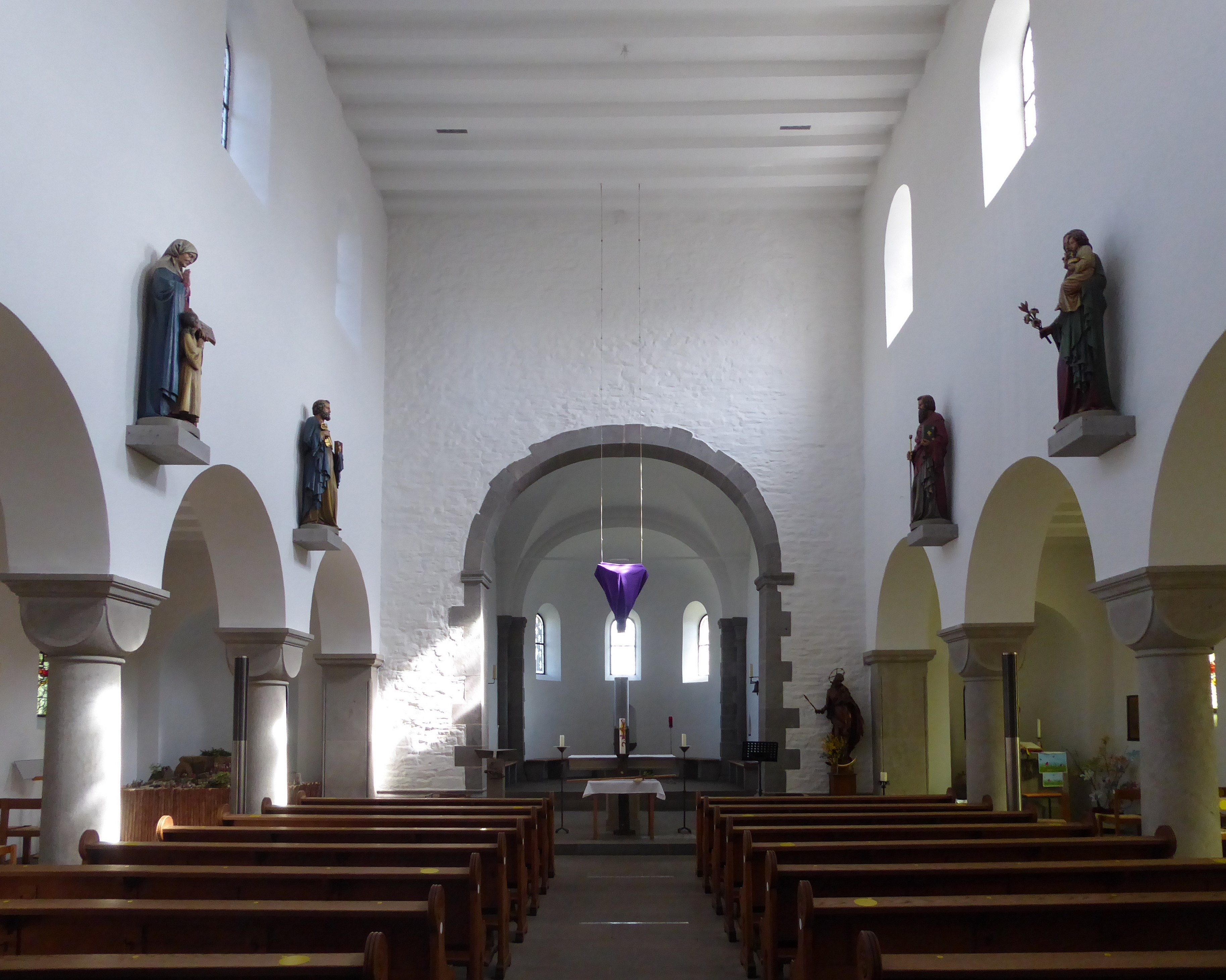
Blick durch das Langhaus Richtung Chor

## Baugeschichte und Architektur
Um 1160 bestand eine romanische Kirche, deren Chor noch erhalten ist.
Er besteht aus einem quadratischen Chorhaus und einer halbrunden Apsis. Die Außenwände des Chors sind durch profilierte Dachgesimse, Rundbogenfriese und Lisenen gegliedert. Die Außenflächen bestehen aus Grauwacke, die Glieder aus Tuff, die Eckquader aus Andesit. Im Innern trennt ein Triumphbogen Chor und Langhaus. Die Eckdienste, die das Kreuzgratgewölbe und die Schildbögen tragen, ruhen auf Basen. Die Kapitelle sind mit flachem Blattwerk verziert.
Der romanische Westturm mit kreuzgratgewölbter Halle wurde 1778 erneuert.
Das Mitte des 18. Jahrhunderts erneuerte Langhaus wurde in den Jahren 1900 bis 1903 durch den Bau einer dreischiffigen neuromanischen Säulenbasilika aus Bruchsteinmauerwerk nach Plänen des Königlichen Bauinspektors Baurat Kosbab aus Siegburg ersetzt.
An der rechten Chorseite ist eine quadratische Sakristei angebaut, die ebenfalls noch aus altem Baubestand besteht.
Von der ehemaligen Ausstattung ist nur ein romanischer Taufstein aus Andesit erhalten. Er entstand Mitte des 12. Jahrhunderts und hat einen umlaufenden Bogenfries unter einem tauförmig gewundenen Wulst.
Zwischen 1964 und 1967 fand eine umfassende Sanierung der gesamten Kirche statt.
Trotz der Sanierung war 40 Jahre später die Kirche einsturzgefährdet und musste geschlossen werden. Kirchturm und Kirchenraum wurden in den Jahren 2006 bis 2011 von Grund auf saniert. Seitdem finden wieder Gottesdienste und andere kirchliche Handlungen in der Kirche statt.

## Ausstattung

### Orgel

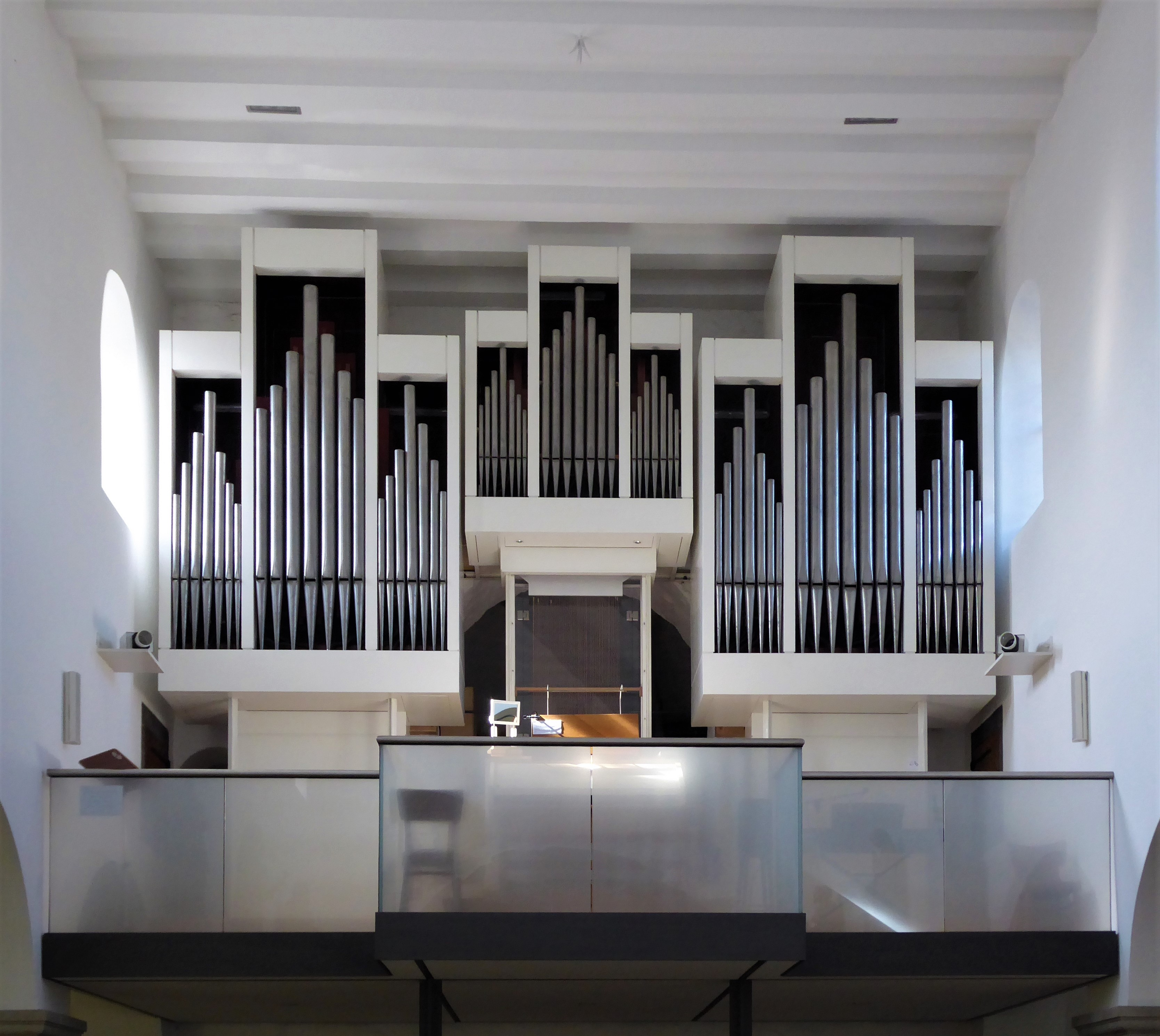
Die Klais-Orgel

Die Orgel erbaute 1968 die Orgelbaufirma Klais aus Bonn (Opus 1412) als rein mechanisches Schleifladeninstrument. Die Disposition stammte von Josef Zimmermann. 2006 musste das Instrument wegen der Kirchenrenovierung abgebaut und eingelagert werden. Beim Wiedereinbau im Jahre 2011 wurde die Orgelempore erneuert und mehr Platz für den Kirchenchor geschaffen. Zusätzlich wurde durch die Erbauerfirma das ursprüngliche Rückpositiv nun hoch stehend zwischen den beiden seitlichen Prospekttürmen, in denen das Hauptwerk und das Pedalwerk eingebaut sind, neu platziert. Durch die Versetzung des Spieltisches musste die Spieltraktur komplett erneuert werden. Die Disposition blieb jedoch unverändert erhalten.
| I Positiv C–g3 |      |
| Holzgedackt    | 8′   |
| Prinzipal      | 4′   |
| Salicional     | 4′   |
| Oktave         | 2′   |
| Cymbel III     | 2⁄3′ |
| Holzdulcian    | 16′  |
| Tremulant      |      |

| II Hauptwerk C–g3 |       |
| Prinzipal         | 8′    |
| Rohrflöte         | 8′    |
| Oktave            | 4′    |
| Sesquialter I-III | 2 ⁄3′ |
| Flachflöte        | 2′    |
| Mixtur IV         | 1 ⁄3′ |
| Trompete          | 8′    |
| Tremulant         |       |

| Pedal C–f1       |         |
| Subbass          | 16′     |
| Offenbass        | 8′      |
| Piffaro          | 4′ + 2′ |
| Rauschpfeife III | 2′      |
| Stillposaune     | 16′     |

- Koppeln: II/I, I/P, II/P
- Spielhilfen: 2 freie Kombinationen, Auslöser, Zungeneinzelabsteller

### Glocken
Im Jahr 1928 goss die renommierte Glockengießerei Otto aus Hemelingen/Bremen drei Bronzeglocken für die Lohrmarer Pfarrkirche. Die Glocken hatten die Schlagtonreihe: dis' – fis' – gis'. Bis auf die kleine gis-Glocken wurden die beiden anderen im Zweiten Weltkrieg eingeschmolzen. Nach dem Krieg beschaffte die Gemeinde zwei neue Glocken aus Gussstahl mit den gleichen Tönen wie die der untergegangenen Glocken. Die Stahlglocken wurden in der Versuchsrippe (V7) gegossen.
| Nr. | Name     | Durchmesser (mm) | Masse (kg) | Schlagton (HT-1/16) | Gießer                                  | Gussjahr | Inschrift |
| 1   | Johannes | 1425             | 1130       | dis1 +4             | Bochumer Verein für Gußstahlfabrikation | 1951     | Übers.: „Hl. Johannes, Vorläufer des Erlösers, Schutzpatron unserer Pfarre, ich bitte, schütze uns.“                                                                            |
| 2   | Maria    | 1180             | 657        | fis1 +6             | Bochumer Verein für Gußstahlfabrikation | 1951     | Übers.: „Hl. Maria, Königin des Friedens, in den Himmel aufgefahren, bitte für uns.“                                                                                            |
| 3   | Barbara  | 970              | 560        | gis1 +5             | Glockengießerei Otto                    | 1928     | Übers.: „Hl. Barbara, Jungfrau, Märtyrerin, komme den Bitten der Lebenden zum Ende des Lebens bei Gott uns fromm zu Hilfe! Mich goß F. Otto Hemelingen im Jahr des Herrn 1928.“ |

## Pfarre St. Johannes
Seit dem 1. Januar 2010 besteht die Pfarre St. Johannes Enthauptung kirchenrechtlich nicht mehr. Sie wurde mit den übrigen Einzelpfarreien des ehemaligen Seelsorgebereichs Lohmar zu einer großen Pfarre „St. Johannes“ in Lohmar-Ort zusammengeschlossen.